# Dalsfjorden (Volda)
 For alternative betydninger, se Dalsfjord. (Se også artikler, som begynder med Dalsfjord)
Dalsfjorden er en arm af Voldsfjorden i Volda kommune i Møre og Romsdal fylke i Norge. Fjorden er 17 kilometer lang, og går mod syd fra indløbet mellem Bjørkvoll og Rysteneset til fjordbunden ved Åmelfoten og Steinsvika.
Største dybde i fjorden er 209 meter.
På vestsiden lige syd for innløbet ligger bygden Dravlaus. Videre mod syd ligger  flere gårde på vestsidaen af fjorden, som Løvika, Lyngsneset, Aksneset og Innselset. På østsiden ligger Dale. Fjordsiderne er bratte og stiger op til 600-800 meter over havet i den indre del af fjorden. Fylkesvej går langs fjorden på begge sider.